# Les Souliers de Noël

Les Souliers de Noël (The Christmas Shoes) est un téléfilm de Noël américain réalisé par Andy Wolk et diffusé le 1er décembre 2002 sur le réseau CBS. Il s'inspire de la chanson intitulée The Christmas Shoes et constitue le premier volet d'une trilogie, également formée des téléfilms Le Miracle du cœur et De l'espoir pour Noël.

## Synopsis
Brillant avocat, Robert Layton a toujours privilégié sa carrière, au point de voir s'éloigner sa femme, Kate, et leur fille de douze ans, Lily. Lorsque Maggie Andrews, le professeur de Lily, dont cette dernière est très proche, tombe gravement malade, elle réalise que chaque moment passé auprès de son mari Jack et son fils Nathan compte. Ce dernier est bien déterminé à offrir à sa maman le plus beau des cadeaux de Noël : une paire de chaussures qui feront d'elle la plus belle.

## Fiche technique
- Réalisation : Andy Wolk (en)
- Scénario : Wesley Bishop, d'après un roman de Donna VanLiere (en)
- Musique : Lawrence Shragge
- Montage : Drake Silliman
- Pays d'origine : États-Unis, Canada
- Genre : Comédie

## Distribution
- Rob Lowe (VF : Emmanuel Curtil) : Robert Layton
- Kimberly Williams (VF : Christine Sireyzol) : Maggie Andrews
- Max Morrow (VF : Thibault Minjollet) : Nathan Andrews
- Maria del Mar (VF : Gaëlle Savary) : Kate Layton
- Hugh Thompson (VF : Olivier Cordina) : Jack Andrews
- Dorian Harewood (VF : Hervé Jolly) : Dalton Gregory
- Shirley Douglas (VF : Paule Emmanuele) : Ellen Layton